# Kevin Bonilla
Kevin Bonilla (ur. 13 października 1994) – honduraski zapaśnik walczący w stylu wolnym. Zajął 23 miejsce na mistrzostwach świata w 2014. Piąty na igrzyskach panamerykańskich w 2015. Siódmy na mistrzostwach panamerykańskich w 2014. Srebrny medalista igrzysk Ameryki Środkowej i Karaibów w 2014 roku.